# José Antonio Ríos Reina
José Antonio Ríos Reina (Sevilla, 10 de mayo de 1990) es un futbolista español. Juega de defensor y se encuentra sin equipo.

## Carrera
Formado en las categorías inferiores del Sevilla F. C., comenzó su carrera en la temporada 2008-09 jugando para el Sevilla Atlético. Con 21 años se marchó al Real Madrid Castilla, donde estuvo hasta 2013, momento en el que se fue al C. D. Mirandés. Al cabo de una temporada fichó por la U. E. Llagostera.
En julio de 2016 firmó con el Anorthosis Famagusta de Chipre, pero en el mercado de invierno volvió a España para jugar con la S. D. Ponferradina.
El 17 de junio de 2022, después de cuatro años y medio en el conjunto de El Bierzo, la S. D. Eibar anunció su incorporación para las siguientes dos temporadas. En la segunda de ellas disputó 30 encuentros y en ambas disputó la promoción de ascenso a Primera División.
El 26 de junio de 2024 firmó por el F. C. Cartagena para la campaña 2024-25. A mitad de la misma, y tras jugar veinte partidos, su contrato fue rescindido y quedó libre.

## Selección nacional
Ha sido internacional con la selección de fútbol sub-19 de España en 2008.

## Clubes
| Club                       | País   | Año       | Categoría          | Part. | Gol. |
| -------------------------- | ------ | --------- | ------------------ | ----- | ---- |
| Sevilla Atlético           | España | 2008-2009 | Segunda División   | 19    | 0    |
| Sevilla Atlético           | España | 2009-2010 | Segunda División B | 4     | 0    |
| Sevilla Atlético           | España | 2010-2011 | Segunda División B | 24    | 2    |
| Real Madrid Castilla C. F. | España | 2011-2012 | Segunda División B | 9     | 1    |
| Real Madrid Castilla C. F. | España | 2012-2013 | Segunda División   | 2     | 0    |
| C. D. Mirandés             | España | 2013-2014 | Segunda División   | 31    | 0    |
| U. E. Llagostera           | España | 2014-2015 | Segunda División   | 31    | 2    |
| U. E. Llagostera           | España | 2015-2016 | Segunda División   | 28    | 1    |
| Anorthosis Famagusta       | Chipre | 2016      | Primera División   | 11    | 0    |
| S. D. Ponferradina         | España | 2017      | Segunda División B | 12    | 1    |
| S. D. Ponferradina         | España | 2017-2018 | Segunda División B | 38    | 2    |
| S. D. Ponferradina         | España | 2018-2019 | Segunda División B | 41    | 3    |
| S. D. Ponferradina         | España | 2019-2020 | Segunda División   | 29    | 0    |
| S. D. Ponferradina         | España | 2020-21   | Segunda División   | 17    | 0    |
| S. D. Ponferradina         | España | 2021-22   | Segunda División   | 30    | 3    |
| S. D. Eibar                | España | 2022-23   | Segunda División   | 14    | 0    |
| S. D. Eibar                | España | 2023-24   | Segunda División   | 30    | 0    |
| F. C. Cartagena            | España | 2024-25   | Segunda División   | 20    | 0    |